# Massiena
Massiena fou una ciutat esmentada per Avienus a la costa sud de la Tarraconense, entre el Cap de Palos i el cap de Gata. El golf Massienus derivava el seu nom de la ciutat i estava situada al sud de la badia de Cartagena. La ciutat no està identificada.